# 63 Cygni
63 Cygni, som är stjärnans Flamsteed-beteckning, är en ensam stjärna belägen i den mellersta delen av stjärnbilden Svanen, som också har Bayer-beteckningen f2 Cygni. Den har en lägsta  skenbar magnitud på ca 4,56 och är svagt synlig för blotta ögat där ljusföroreningar ej förekommer. Baserat på parallax enligt Gaia Data Release 2 på ca 2,7 mas, beräknas den befinna sig på ett avstånd på ca 1 200 ljusår (ca 380 parsek) från solen. Den rör sig närmare solen med en heliocentrisk radialhastighet av ca -26 km/s.

## Egenskaper
63 Cygni är en orange stjärna av spektralklass K4 Ib-IIa, vars spektrum har blandade drag av superjätte och ljusstark jätte. Den har varit utvald till standardobjekt för dess spektralklass.Den har en radie som är ca 138 solradier och utsänder ca 4 000 gånger mera energi än solen från dess fotosfär vid en effektiv temperatur av ca 3 900 K.
63 Cygni är en misstänkt variabel, som varierar mellan visuell magnitud +4,51 och 4,56 utan någon fastställd periodicitet. Av oklara skäl visar stjärnan mycket långa perioder (982 dygn) och låg amplitud (742 m/s) hos variationer i radiell hastighet.